# 어느 여대생의 고백 (1958년 영화)
"어느 여대생의 고백"은 1958년에 개봉한 대한민국의 영화이다.

## 캐스팅
- 최은희 : 소영 역
- 김승호 : 최림 역
- 유계선 : 부인 역
- 최현 : 상호 역
- 김숙일 : 희숙 역
- 황정순 : 여피고 역
- 최남현 : 하숙주인 역
- 최승이 : 하숙주인 부인 역
- 황남 : 박관식 역
- 김용덕 : 점원 역
- 고미향 : 옥분 역
- 주선태 : 사장 역
- 윤왕국 : 비서 역
- 최성호 : 청년 역
- 이기호 : 취객 역
- 임동훈 : 취객 역
- 남춘역 : 노인 역
- : 의사 역
- 이예자 : 간호원 역
- 염석주 : 김 변호사 역
- 김학 : 판사 역
- 김진광 : 배심 역
- 김도일 : 배심 역
- 정철 : 서기 역